# Paspalum racemosum
Paspalum racemosum är en gräsart som beskrevs av Jean-Baptiste de Lamarck. Paspalum racemosum ingår i släktet tvillinghirser, och familjen gräs. Inga underarter finns listade i Catalogue of Life.